# Un matrimonio all'inglese
Un matrimonio all'inglese (Easy Virtue) è un film del 2008 diretto da Stephan Elliott.
Tra gli interpreti ci sono Jessica Biel, per la prima volta in un ruolo da protagonista, Colin Firth, Kristin Scott Thomas e Ben Barnes.
La pellicola è basata sulla pièce teatrale Virtù facile di Noël Coward del 1924, già portata sul grande schermo da Alfred Hitchcock nell'omonimo film muto del 1928, ma con diverso sviluppo.
Il film, presentato a vari festival cinematografici (tra cui il Toronto Film Festival, il London Film Festival e il Festival Internazionale del Film di Roma), è stato distribuito nelle sale italiane dalla Eagle Pictures il 9 gennaio 2009.

## Trama
Francia, anni 30 del XX secolo. Larita Huntington è un'affascinante donna di Detroit, giovane vedova e decisamente emancipata per la sua epoca: è infatti una pilota automobilistica, diventata famosa per aver vinto il Gran Premio di Monaco battendo i suoi colleghi maschi. Contemporaneamente, John Whittaker, rampollo di una nobile famiglia inglese, si trova in vacanza in Costa Azzurra. I due si incontrano, s'innamorano e subito si sposano, all'insaputa della rigida e tradizionalista famiglia del ragazzo.
Quando i due neosposi arrivano in Inghilterra, nella lussuosa villa di campagna dei Whittaker, perché Larita conosca la famiglia di John, la donna si scontra subito con la suocera Veronica, la quale mal tollera la sua esuberanza, la sua indipendenza, le sue origini americane e, soprattutto, il fatto che in passato sia già stata sposata. Anche le sorelle "zitelle" di John, Hilda e Marion, non sembrano entusiaste di Larita, mentre la donna trova inaspettatamente il sostegno del suocero, Jim, un uomo che dopo la brutale esperienza della Grande Guerra ora disprezza il conformismo della moglie e dei loro amici altolocati, nonché del simpatico maggiordomo Furber. Larita vorrebbe restare solo per qualche giorno e poi trasferirsi definitivamente con John a Londra, ma il marito la convince a rimanere per qualche tempo insieme alla sua famiglia.
Con il passare delle settimane, la convivenza con i Whittaker si fa sempre più complicata per Larita, con la suocera e le figlie che non perdono occasione per screditarla e con la stessa donna che, per contro, sembra fare di tutto per non farsi apprezzare. Quest'antipatia reciproca va ad acuirsi col tempo, complice il fatto che John scopre dalla madre che la famiglia è sull'orlo del fallimento economico; a questo punto il ragazzo vorrebbe restare per aiutare i suoi, contro il volere di Larita che invece è sempre più insofferente verso Veronica.
La situazione degenera quando Hilda scopre uno scomodo segreto sul passato di Larita: il suo primo marito, che l'ha lasciata presto vedova, non era morto di cancro come lei aveva detto, ma si era suicidato; anzi, in un primo momento la stessa consorte era stata accusata di omicidio per il fatto, salvo poi essere stata assolta. Questa rivelazione incrina definitivamente il rapporto con i Whittaker, John compreso, spingendolo verso Sarah, un'amica d'infanzia da sempre benvoluta dalla madre.
Durante il tradizionale ballo di fine anno offerto dalla famiglia alla comunità locale, John si rifiuta di esibirsi con sua moglie davanti a tutti gli ospiti: Larita capisce così che il loro amore è presto arrivato al capolinea. Sorprendentemente, Jim prende il posto di John e così i due ballano un tango sotto gli sguardi increduli e scandalizzati di Veronica e le sue figlie. A salutarla alla sua partenza Larita trova solo Sarah che, nonostante tutto, non l'ha mai giudicata malamente e alla quale confida di sperare che riesca a rendere felice John. Anche Furber è presente ai saluti, una delle poche persone felici della ventata di novità che la donna ha portato in casa.
Prima di partire John, pentito, cerca di farle cambiare idea, così Larita trova finalmente la forza di esprimere il suo malessere e di confessare che, a dispetto della versione ufficiale, fu davvero lei a uccidere il suo primo sposo, iniettandogli una dose fatale di veleno, giustificando ciò col fatto di averlo amato al punto da rifiutare di vederlo soffrire a causa del cancro. Secondo Larita, John non sa cosa voglia dire amare una persona sino al punto di fare qualsiasi cosa per lei, facendo così intuire che anche il suo andarsene, a questo punto, sia un estremo atto d'amore nei confronti dell'ormai ex marito. Così Larita lascia per sempre i Whittaker, ma prima di partire accoglie un compagno di fuga inatteso, Jim, il quale dopo anni, proprio grazie allo spirito vivace della giovane donna e affascinato dalla sua personalità, ha trovato la forza di abbandonare l'insopportabile consorte.

## Riconoscimenti
- 2008 – Festival Internazionale del Film di Roma
  - Candidatura Marc'Aurelio d'Oro per il miglior film a Stephan Elliott
- 2008 – British Independent Film Awards
  - Candidatura Miglior attrice non protagonista a Kristin Scott Thomas
- 2009 – London Critics Circle Film Awards
  - Candidatura Attrice britannica non protagonista dell'anno a Kristin Scott Thomas
- 2009 – Australian Writers' Guild
  - Candidatura Miglior sceneggiatura non originale a Sheridan Jobbins e Stephan Elliott
- 2009 – Newport Beach Film Festival
  - Miglior film a Stephan Elliott
- 2009 – Sannio FilmFest
  - Migliori costumi a Charlotte Walter
  - Candidatura Miglior attrice protagonista a Jessica Biel
  - Candidatura Miglior scenografia a John Beard

## Raffronto con il film di Hitchcock
Mentre il film di Alfred Hitchcock, di soli 58 minuti — stesso titolo originale di questo film, e cioè Easy Virtue, in italiano Virtù facile —, tratto dallo stesso soggetto, sviluppava quasi una metà della trama sul primo matrimonio di Larita (con l'artista poi da lei indotto al suicidio nel film del 1928, aiutato a suicidarsi nel film del 2008), il conseguente processo con l'assoluzione dal reato di omicidio, ma con la condanna per libertinaggio, il viaggio di lei in Costa Azzurra dove conosce John e il conseguente arrivo della coppia in Inghilterra nella lussuosa proprietà della villa della famiglia di lui, questo film inizia proprio con l'arrivo dei due alla villa, e ha uno sviluppo di 95 minuti.
Da quel punto in poi i due film si svolgono in maniera parallela, anche se nel film muto del '28 in maniera molto più concisa. La bella e intelligente statunitense Larita è distrutta dalla famiglia del rampollo John Whittaker, sino al punto in cui verrà scoperto il suo passato: il processo e il vero motivo della morte del primo marito avvenuto per suicidio e non per cancro come raccontava Larita, fatti che porteranno John a tornare dalla fiamma di gioventù Sarah, come avveniva nel film di Hitchcock. Ma in questa nuova versione, Larita è indotta ad abbandonare la villa e il padre di John fugge con lei, mentre nel film del Novecento Larita era costretta ad affrontare un nuovo processo per libertinaggio.

## Inesattezze storiche
Il film è ambientato nel 1930, in quanto si può leggere la data "martedì, 19 ottobre 1930" su di un quotidiano che parla della vittoria di Larita a Monte Carlo, in una delle prime scene della pellicola; tuttavia l'auto di Larita è una BMW 328 Roadster, che verrà prodotta soltanto dal 1936, così come il tango Por una cabeza ballato da Jim e Larita sarà scritto da Carlos Gardel solo nel 1935.